# Orós
Orós é um município do estado do Ceará, localizado na microrregião de Iguatu, pertencente à mesorregião do Centro-Sul Cearense. Fundado em 1957, o município possui uma população estimada de 20.019 habitantes segundo o Instituto Brasileiro de Geografia e Estatística (IBGE) e uma área territorial de 576,53 km².
A cidade é conhecida por abrigar o Açude Orós, o segundo maior reservatório do estado, superado apenas pelo Açude Castanhão. Além disso, é a terra natal do renomado cantor e compositor brasileiro Raimundo Fagner, uma das figuras mais icônicas da MPB.

## Topônimo
A palavra Orós aparece nos livros de registros das Datas e Sesmarias do Ceará em 1732, quando falam de um "riacho que vai se meter no Oró", e em 1736, do "sítio dos Horós"[carece de fontes?].
Orós, no sufixo grego universal, significa montanhas[carece de fontes?]. Vem dele o nome orografia, para descrever montanhas, e orologia, a gênese das mesmas[carece de fontes?]. Apesar do município ter cordilheiras vastas que formam vales e boqueirões, admitir-se que seu nome tenha origem aí é suposição sem base, sobretudo quando inexistem outros topônimos cearenses com derivação semelhante.

## História

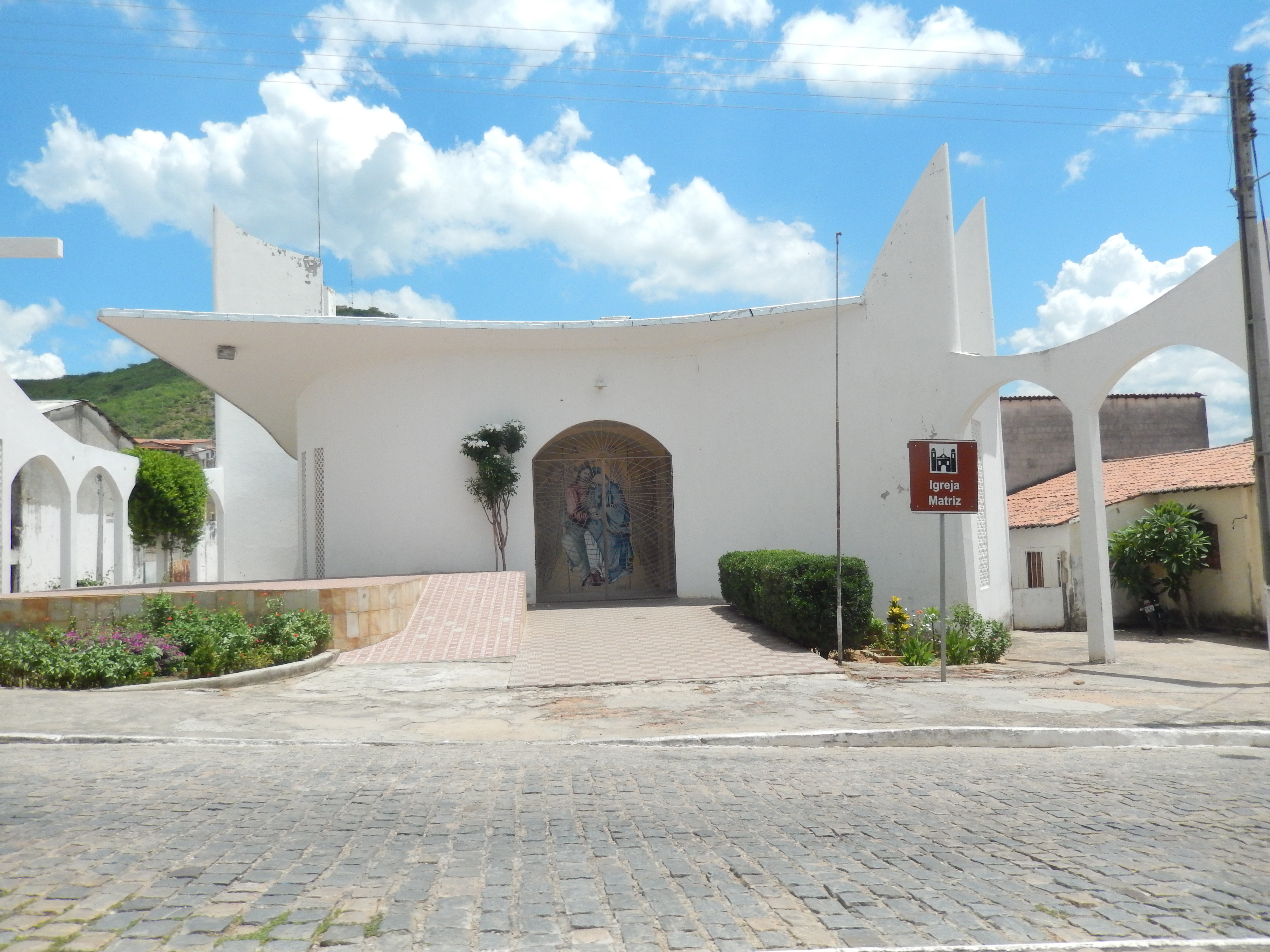
Fachada da Igreja de Nossa Senhora do Perpétuo Socorro

Suas origens estão vinculadas ao chamado Boqueirão do Orós, local tecnicamente estudado e aprovado como propício à construção de um monumental reservatório hídrico (século XIX)[carece de fontes?]. Não obstante esses referenciais, tem-se como pioneirismo o estabelecimento de fazendas, ainda no começo do  mesmo século, pela família dos Monte e Silva, em conflito territorial com a família Feitosa[carece de fontes?].
Independente dessas origens consta evidentemente como povoadoras do conflitante território famílias representadas por Patrícios, Matineiros e  Nunes da Costa, egressos do sítio Saco da Onça, nas águas do Rio Estreito e local onde seria construído o açude Lima Campos[carece de fontes?]. Essa nova ocupação, exatamente onde seria fundada a povoação de Orós, teve como referencial de posse das quais foram proprietária a senhorinha Dias Bastos e repassadas em  operação de compra e venda aos recém-primeiros ensaios de povoamento, fundamentado em casas de moradia, cultivos agrícolas, casa-de-farinha e  produção de cal[carece de fontes?].
No limiar dos anos de 1920, tendo como Presidente da República o paraibano  Epitácio Pessoa, saiu do casulo o projeto de construção do pré-falado reservatório de água, objetivando combater as grandes secas da região. Houve como empreiteira a firma norte-americana Dwight P. Robson. Atraídos pela breve realização de obras tão importantes, grande número de  pretensos operários acercou-se do local, na perspectiva de emprego, fato que  concorreu para a formação do rápido povoamento [carece de fontes?] .
Em nome do empreendimento, que afinal de contas  abortaria, construiu-se por conta da empresa o respectivo canteiro de obras, deste constando dezesseis casas de apoio administrativo, o edifício conhecido  por Casa dos Hóspedes, um Hospital e a casa geradora de energia elétrica, além  do ramal ferroviário via Iguatu[carece de fontes?]. Foi justamente nessa fase que o aqueduto  que ligaria o rio Jaguaribe ao rio denominado Estreito, perenizando este em favor  do sistema irrigatório[carece de fontes?]. Tudo isso, finalmente, concorreu em prol da formação do povoado e na ocupação das terras de Orós, tendo-se por acréscimo as empresas F. Holanda e João Brasil  Montenegro, respondendo este pela primeira indústria de beneficiamento de algodão em termos regionais[carece de fontes?].

## Formação Administrativa
A história administrativa de Orós começou com sua configuração como distrito do município de Icó, conforme o Decreto Estadual nº 1.156, de 4 de dezembro de 1933. Essa condição permaneceu nas divisões territoriais até 1º de julho de 1955.
Em 15 de setembro de 1956, a Lei Estadual nº 3.338 elevou Orós à categoria de município, desmembrando-o de Icó. A sede municipal ficou estabelecida no antigo distrito de Orós, com a inclusão dos distritos de Guassussê e Igarói, também desmembrados de Icó. A instalação oficial ocorreu em 25 de março de 1959.
Na divisão territorial  datada de 1º de julho de 1960, o município era composto por três distritos: Orós, Guassussê e Igarói. Essa estrutura permaneceu até 31 de dezembro de 1963. Com a promulgação da Lei Estadual nº 7.168, de 14 de janeiro de 1964, foi criado o distrito de Palestina, anexado ao município.
A divisão territorial de 31 de dezembro de 1968 indicava quatro distritos: Orós, Guassussê, Igarói e Palestina, assim permanecendo em divisão territorial datada de 1988.
Em 18 de junho de 1991, a Lei Municipal nº 03 criou o distrito de Santarém, a partir do antigo povoado, também anexado ao município.
Na divisão territorial de 1995, o município passou a ser oficialmente constituído pelos cinco distritos atuais: Orós, Guassussê, Igarói, Palestina e Santarém.

## Orós no cinema
Os Trapalhões e o Mágico de Oróz é um filme brasileiro de 1984, do gênero comédia infantil, dirigido por Victor Lustosa e Dedé Santana e estrelado pela trupe humorística Os Trapalhões[carece de fontes?]. Foi realizado por Renato Aragão Produções em parceria com DeMuZa Produções. O filme é uma paródia do conto O Mágico de Oz[carece de fontes?].
Didi (Renato Aragão), um sertanejo humilde que padecia fome e sede devido à seca no nordeste brasileiro, segue sem rumo com seus companheiros Soró (Arnaud Rodrigues) e Tatu (José Dumont) em busca de melhores condições de vida. Pelo caminho, Didi encontra mais três novos companheiros: o Espantalho (Zacarias), a quem salvou de um bando de Carcarás e que desejava conseguir um cérebro para se tornar uma pessoa comum; o Homem-de-lata (Mussum), que desejava um coração para completar sua felicidade; e o Leão (Dedé Santana), que era o delegado covarde de Oróz e inicialmente lutou contra Didi, mas depois juntou-se ao grupo com o objetivo de levar água para a cidade. O Leão desejava livrar-se de sua covardia. Até que encontram no deserto o lar do Mágico de Oróz (Dary Reis). Este os aconselha a buscarem um monstro de metal que jorra água pela boca, a fim de resolverem o problema da sêca, e a nunca desistirem de conseguir o que desejam. Após enfrentarem e derrotarem, com a ajuda do Mágico de Oróz, o malvado Coronel Ferreira (Maurício do Valle), que comercializava a pouca água dos açudes de Oróz, são levados pelo Mágico e seus poderes à Cidade do Rio de Janeiro, onde conseguem encontrar o procurado "monstro" (que na verdade era uma torneira gigante) e com mais uma ajuda do Mágico o levaram até à cidade de Oróz, que os recebeu em festa. Mas os quatro amigos não sabiam que uma torneira separada de seu encanamento não podia fornecer água, e quando descobriram isto a população da cidade se revoltou e o prefeito os condenou à morte. Perto do fim, Didi convence os seus companheiros a terem fé que a chuva cairia e os salvaria, e dizendo as frases "Vamos todos pensar firme, vamos todos pensar forte, pra cair um pingo d'água e mudar a nossa sorte", fazem o milagre acontecer: a chuva cai e o "monstro" finalmente jorrou água por sua boca. E toda a cidade festeja, e os três companheiros de Didi se tornam seres humanos normais, o que mais desejavam conseguir. O filme termina com uma mensagem escrita na tela, feita pelos Trapalhões aos governantes brasileiros, dizendo: "E choveu. Que a chuva que molhou o sofrido chão do nordeste não esfrie o ânimo de nossas autoridades na procura de soluções para a seca"[carece de fontes?].

## Oroenses ilustres
Raimundo Fagner Cândido Lopes, mais conhecido como Fagner, é um renomado cantor, compositor, instrumentista, ator e produtor brasileiro, integrante do movimento cultural conhecido como Pessoal do Ceará.
O mais jovem dos cinco filhos de José Fares Lopes, imigrante libanês, e de Francisca Cândido Lopes, Fagner nasceu em Fortaleza, mas foi registrado no município de Orós, local onde passou passou sua infância, e o início de sua juventude e ainda visita regularmente. Ao longo de sua carreira, seu nome tem figurado entre os maiores da música latina, tendo colaborado com artistas internacionais, como a argentina Mercedes Sosa -  como também se consolidou como um símbolo de orgulho para a população oroense.
Em reconhecimento à importância de sua família e à sua trajetória, diversos marcos no município homenageiam Fagner e sua familia: uma importante avenida do município de Orós homenageia seu pai, José Fares Lopes; no distrito de Santarém, um ginásio poliesportivo foi batizado com o nome de Fagner; e uma importante rodovia que liga Orós a esse distrito leva o nome de sua mãe, Francisca Cândido Lopes, natural de Santarém. Além disso, o município abriga a sede da Fundação Social Raimundo Fagner, criada em 2000 para auxiliar jovens em situação de vulnerabilidade social por meio da música e das artes cênicas.

## Açude de Orós

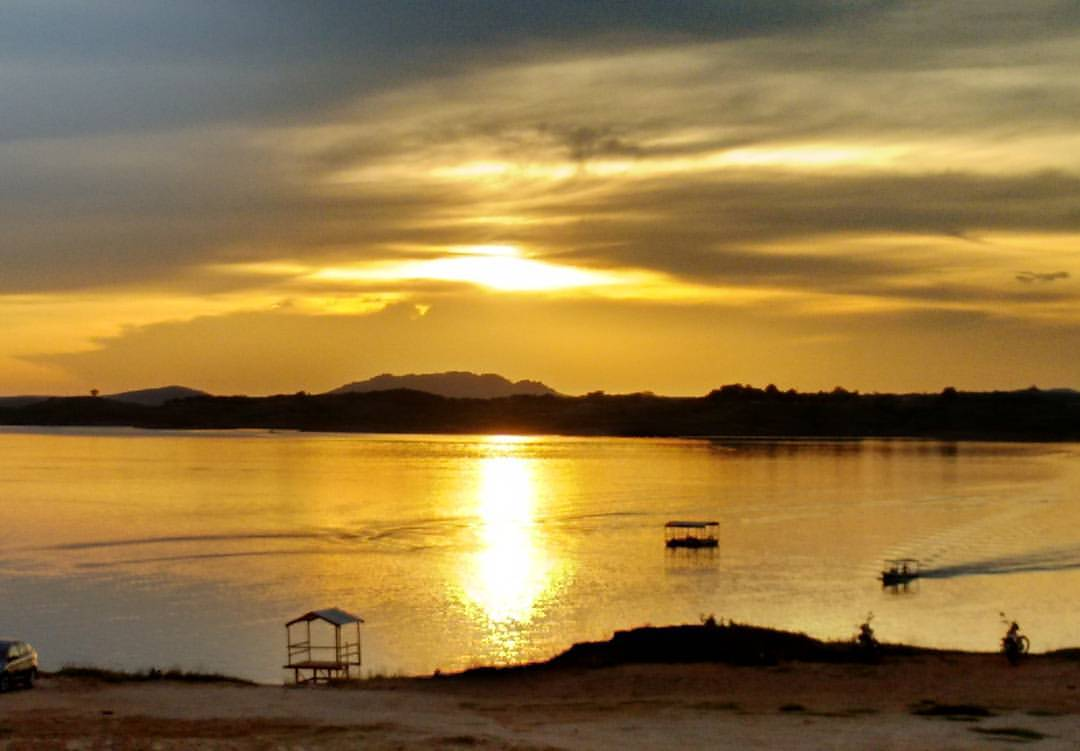
Pôr do Sol no Açude de Orós

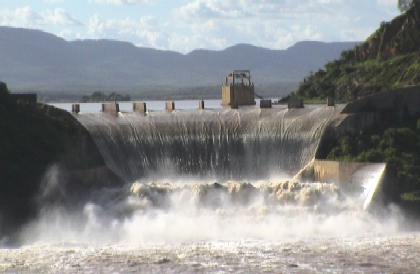
Sangria do Açude de Orós em 2007

O Açude de Orós ou Açude Presidente Juscelino Kubitschek de Oliveira está localizado no leito do rio Jaguaribe, na região centro-sul do Ceará.
Sua história remonta à época do Brasil Império, quando várias secas se sucederam dizimando um número grande de pessoas e animais . Represar o rio Jaguaribe e fazê-lo perene surgiu como a alternativa mais viável para o solucionar o problema da escassez de água no sertão cearense[carece de fontes?]. No entanto, esta ideia só foi colocada em prática no século XX[carece de fontes?]. Ao ser construído, esse reservatório chegou a inundar vilarejos próximos ao leito do rio, dentre eles o mais famoso: Conceição do Buraco. Foi construído pelo DNOCS, tendo suas obras concluídas em 1961[carece de fontes?].

Sua capacidade é de 2.100.000.000 m³, o que o coloca como o segundo maior[carece de fontes?] reservatório do estado. Foi o maior até a construção do Açude Castanhão em 2003[carece de fontes?].